# Kroksjön (Värmdö socken, Uppland)
Kroksjön är en sjö i Värmdö kommun i Uppland och ingår i Norrström-Tyresåns kustområde. Sjön har en area på 0,169 kvadratkilometer och ligger 22,1 meter över havet.

## Delavrinningsområde
Kroksjön ingår i det delavrinningsområde (657848-165939) som SMHI kallar för Rinner till Breviken. Medelhöjden är 18 meter över havet och ytan är 22,88 kvadratkilometer. Det finns inga avrinningsområden uppströms utan avrinningsområdet är högsta punkten. Avrinningsområdets utflöde mynnar i havet, utan att ha någon enskild mynningsplats.